# Avenolsäure
Die Avenolsäure ist eine ungesättigte und hydroxylierte Fettsäure, sie gehört zu den Dienen und den Oxylipinen. Sie kommt im Hafer vor und ist dort hauptsächlich in den Galactolipiden enthalten. Entdeckt wurde die Avenolsäure erst 1995.

## Vorkommen

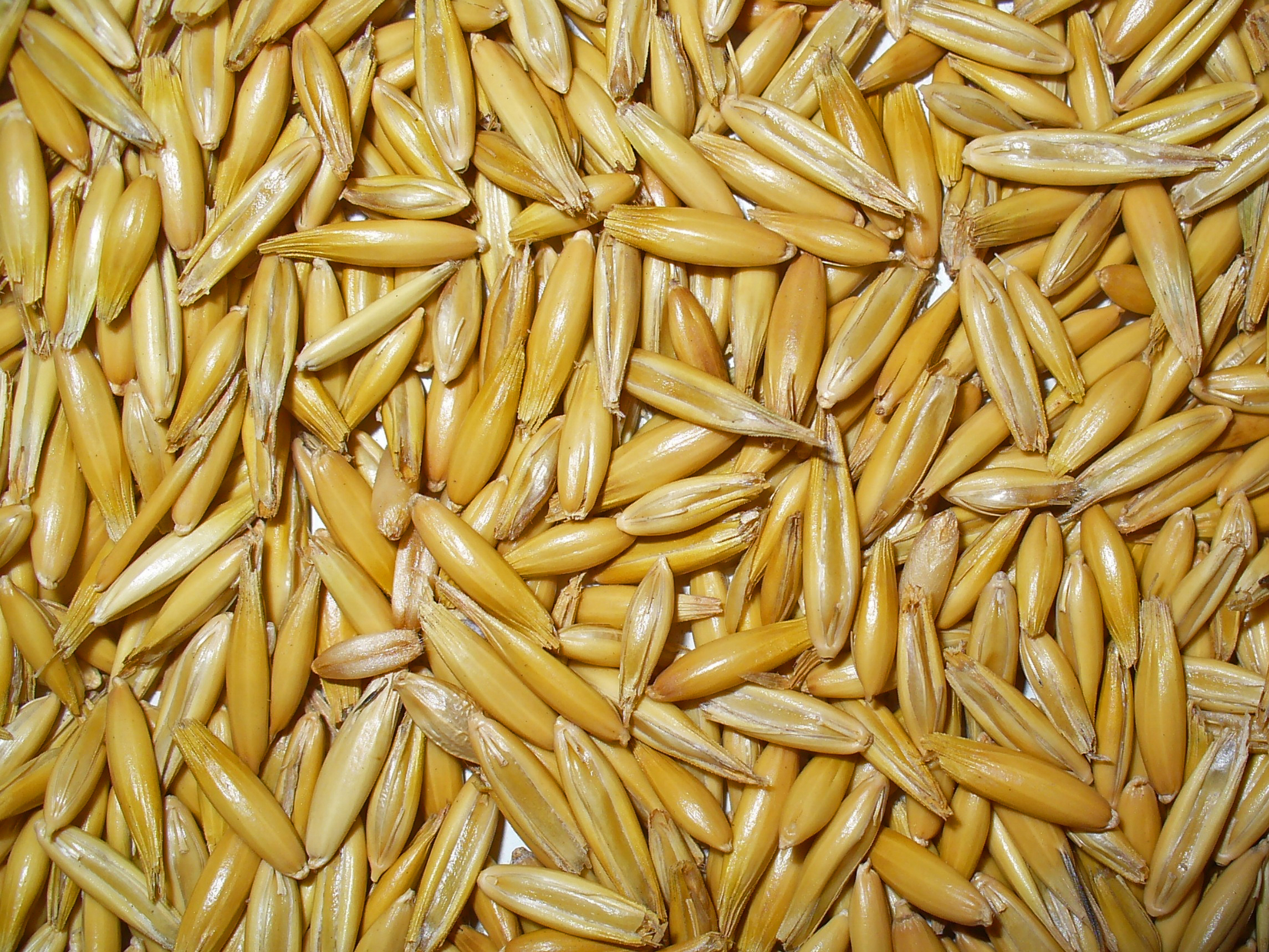
Früchte des Saat-Hafers
(Avena sativa)

Im Hafer liegen etwa 63 % der Avenolsäure in Form von Glycolipiden vor. Das mengenmäßig wichtigste Lipid ist dabei ein Galactolipid und besteht aus einem Molekül Glycerin, zwei Molekülen Linolsäure (eine davon an Galactose gebunden statt an Glycerin), einem Molekül Avenolsäure und zwei Molekülen Galactose. Dieses Lipid macht etwa 20 % der Avenolsäure aus, sowie einen Massenanteil von 0,5 bis 0,6 mg/g der Samenmasse. In frühen Stadien der Entwicklung enthalten Haferkörner kaum Avenolsäure, über 90 % wird erst in späteren Stadien gebildet. Avenolsäure kommt auch im Flug-Hafer vor, sowie in diversen anderen Arten der Gattung Avena, nicht jedoch in Gerste, Roggen oder Weizen.